# SK 917 har landat
SK 917 har landat alternativt SK 917 har just landat! (originaltitel: SK 917 har nettopp landet) är en nordisk thrillerserie i fyra avsnitt från 1983. TV-serien visades i norska NRK1 hösten 1983 och SVT1 sommaren 1984. Den är producerad för Nordvision av NRK. Manuset är skrivet av Michael Grundt Spang och Kjell Syversen. Kjell Syversen har regisserat serien.
Handlingen utspelar sig på en SAS Boeing 747 från Köpenhamn till New York med 350 passagerare ombord.

## Avsnitt
1. Urolig vær (Oroligt väder)
2. Den tause mannen (Den tysta mannen)
3. En morder om bord (En mördare ombord)
4. En sjelden suvenir (En sällsynt souvenir)

## Rollista (urval)
- Thomas Hellberg – Christer, flygkapten
- Christel Aminoff – Saima, andrepilot
- Arne Lindtner – Næss, tredjepiloten
- Henning Moritzen – Palle, purser
- Lotte Tarp – Helena, flygvärdinna
- Pia Green – Irene, flygvärdinna
- Poul Glargaard – SAS-man på Kastrup
- Claus Brandberg – läkaren
- Preben Hansen – Jørning, polis
- Søren Steen – Olesen, polis
- Lasse Kolstad – Amund Aune, direktör
- Rolv Wesenlund – Roland Marthiniussen